# Mariánský sloup (Loket)
Mariánský sloup (rovněž Sloup se sochou Panny Marie Immaculaty) je raně barokní sochařské dílo v Lokti v okrese Sokolov v Karlovarském kraji. Od roku 1963 je chráněn jako kulturní památka.

## Historie

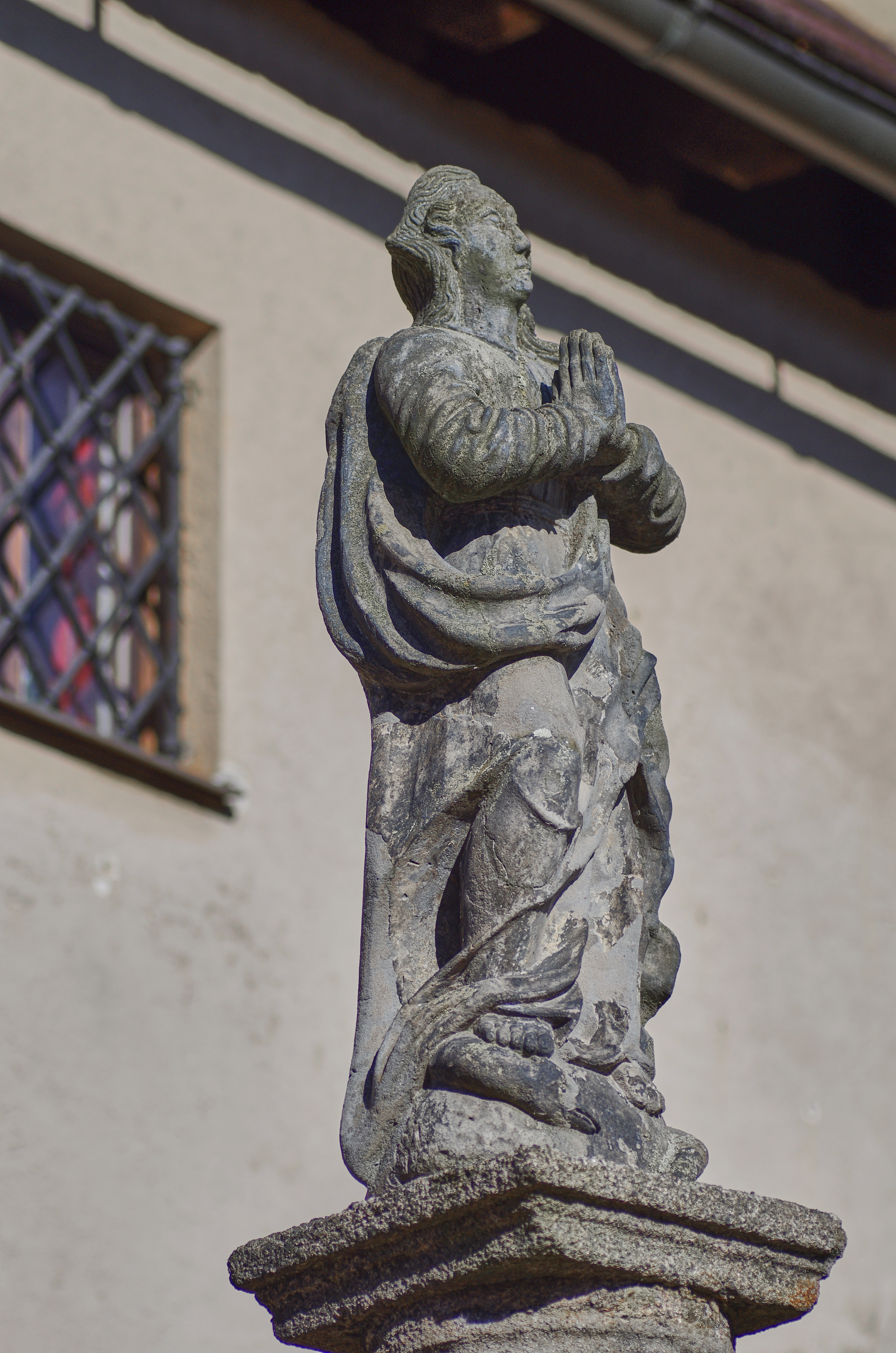
Pohled na vrcholovou sochu

Sloup stál dříve v Dolním Rychnově v ohradě ústředních dílen Hnědouhelných dolů a briketáren. Autor není známý. Na soklu je kromě datace uveden ještě monogram I. L. W., neví se však, zda se jedná o autora, nebo donátora.
V důsledku důlní činnosti bylo nutné sochu v roce 1973 přemístit. Sloup, rozložený na části, byl převezen na loketský hrad. Ještě před jeho vztyčením bylo potřeba sochařské dílo restaurovat. To provedli restaurátoři František Pašek a Zdeněk Šejnost v roce 1973. Značně poškozená socha Panny Marie Immaculaty byla uložena v otevřené bedně, žulový sloup byl rozložen na tři části. Socha byla převezena do restaurátorské dílny v Praze. Těžké kované železné pouzdro na čep postihla koroze, která plastiku roztrhla. Socha byla stmelena a dotvořena. V restauratérské zprávě se uvádí, že pro umístění sloupu byl vyroben základní stupeň z umělého kamene. Konečná úprava byla provedena fixací ve slabém odstínu.

## Popis
Na dvou čtvercových stupních je umístěný hranolový sokl s rytými obdélnými zrcadly. Sokl je ukončen římsou, na níž spočívá válcový dřík s párem prstenců při patce. Dřík je zakončen toskánskou hlavicí, na níž leží čtvercová deska. Ta nese sochu Immaculaty. Asi 110 centimetrů vysoká socha je obrácena čelem k jihu. Prostovlasá hlava Panny Marie je mírně obrácená k výšinám. Ruce spočívají sepjaty na prsou a pravá noha je mírně pokrčená. Socha má bohatě řasené dlouhé roucho.
Vlastní socha Panny Marie je z pískovce, podstavec a sloup je žulový.